# Rude (Flensborg)
 For alternative betydninger, se Rude. (Se også artikler, som begynder med Rude)
Rude er en lille bakke og et statistisk distrikt i det sydlige Flensborg. Administrativt hører Rude under Flensborg Kommune i den tyske delstat Slesvig-Holsten. Distriktet er beliggende syd for vejene til Slesvig by og Husum. Navnet viser, at området var dækket af skov, der senere blev ryddet. Med tiden voksede bebyggelsen ved Slesvigvej. Allerede i 1398 bliver Rude en uindskrænket del af Flensborgs bymark. I kirkelig henseende hørte Rude under Skt. Hans Sogn (Skt. Johannes Sogn). 
Grænsen mellem den indre by og området syd for byen var markeret ved en byport i Rødegade (egentlig: Rudegade). Mod øst grænsede Rude op til den Store Mølledam. Vest for Mølledammene stod flere vindmøller ved navn Rudemøller eller Rødemøller. Rude bestod tidligere især af markerne. Men fra omkring 1900 voksede Flensborg by efterhånden mod syd og der opstod nye bolig- og erhversområder. I 1920erne blev f. eks Rævehule (Fuchskuhle) udbygget. Men først fra 1950ern udviklede sig Rude til en tæt befolket selvstændig bydel med mange etabeboliger og enkelte højhuse. Pælevad og Martinsbjerg blev efterhånden udskilt som selvstændige distrikter, som sammen med Rude nu udgør bydelen Sydstaden. Mod syd grænser Rude til landsbyen Jaruplund.